# ۵۳۲ (قمری)
۵۳۲ (قمری)، پانصد و سی و دومین سال در گاهشماری هجری قمری است. اول محرم این سال برابر با بیست و ششم سپتامبر سال ۱۱۳۷ میلادی است.

## وابسته
- مزیدیان